# Kimiko Nishimoto
Kimiko Nishimoto (西本 喜美子, Nishimoto Kimiko), née le 22 mai 1928 au Brésil et morte le 9 juin 2025 à Kumamoto, est une photographe et célébrité d'Internet japonaise. Au cours de sa vie, elle a aussi été coiffeuse, coureuse cycliste professionnelle et femme au foyer.

## Biographie

### Enfance et formation
Kimiko Nishimoto naît au Brésil en 1928. Ses parents enseignent alors l'agriculture. Elle est la deuxième fille d'une fratrie de sept. Quand elle a huit ans, sa famille déménage à Kumamoto. Elle est diplômée d'une école d’esthétique et de coiffure.

### Carrière
Kimiko Nishimoto travaille comme coiffeuse dans le salon de son père ; elle se spécialise dans la coiffure de mariée et la coiffure traditionnelle japonaise. Après avoir travaillé quatre ans comme coiffeuse, Nishimoto fréquente une école de cyclisme et elle obtient une licence de cycliste professionnelle. De 22 à 27 ans, elle participe à des compétitions nationales de cyclisme sur piste avec ses deux jeunes frères.
En 2001, Kimiko Nishimoto commence sa carrière de photographe amateure après avoir suivi à 72 ans un cours de photographie et de traitement d'images enseigné par son fils aîné. En 2011, elle tient sa première exposition personnelle au musée préfectoral d'art de Kumamoto. En 2018, elle organise une exposition intitulée « Asobokane ? » (« On joue ? ») à la galerie Epson Imaging Gallery Epsite à Shinjuku. En mars 2020 , Nishimoto, arrière-grand-mère, a plus de 220 000 abonnés sur son compte Instagram. En 2025, elle en a 380 000.

#### Style photographique
Kimiko Nishimoto est l'auteure d'autoportraits humoristiques et absurdes,. Elle prend aussi des photographies colorées d'objets quotidiens.
Elle prend grand soin d'utiliser un trépied et un chronomètre et s'occupe elle-même du traitement électronique de ses images.

### Vie privée
À l'âge de 27 ans, Kimiko Nishimoto épouse Hitoshi, un fonctionnaire des impôts, et ils élèvent leurs trois enfants à Kyūshū. Elle est femme au foyer pendant plus de 45 ans. Son mari décède en 2012 d'un cancer du poumon. En ce qui concerne sa longévité, Kimiko Nishimoto a déclaré qu'elle fumait quotidiennement et buvait un grand verre de bourbon chaque jour.

### Mort
Kimiko Nishimoto meurt le 9 juin 2025 à l'âge de 97 ans.